# Splond Tunes Dance Remix
Splond Tunes Dance Remix es un álbum de canciones de varios artistas remixados por Tune Up! Lanzado en Estados Unidos, Canadá, Alemania y Colombia. Las canciones fueron remixadas por DJ Manian y Yanou de otros artistas además de Tune Up!.
El álbum consiste en 16 canciones remixadas. Fueron vendidos en Japón, Estados Unidos, España, Alemania, Australia y Colombia. Logró dar fama por sus canciones "Poison", "How do you do", "Revolution" y "Harder".

## Listado
1. "I Don't Know" Tune Up!, Singer,Manian
2. "Can I Get A Witness" Tune Up!, Natalie Horler,Yanou
3. "Fight" Tune Up!, Singer,Manian
4. "Funky Groove" Tune Up!, Natalie Horler,Yanou
5. "Harder" Tune Up!, Singer,Manian
6. "Drop My Style" Tune Up!, Natalie Horler,Yanou
7. "Poison" Tune Up!, Singer,Manian
8. "How do you do" Tune Up!, Natalie Horler,Yanou
9. "Carry Your Heart" Tune Up!, Singer,Manian
10. "Can You Feel The Vibe" Tune Up!, Singer,Manian
11. "Freakshow" Tune Up!, Natalie Horler,Yanou
12. "P.O.W.E.R." Tune Up!, Singer,Manian
13. "Noche Del Amor" Tune Up!, Natalie Horler,Yanou
14. "Rock" Tune Up!, Singer,Manian
15. "Bounce" Tune Up!, Natalie Horler,Yanou
16. "Revolution" Tune Up!, Singer,Manian